# Safe men (filme)
Safe men - Ladrões de cofre é um filme estadunidense de 1998.

## Sinopse
É o terceiro filme do ator Mark Ruffalo e conta a história de uma dupla de cantores que é confundida com ladrões e sem querer caem numa cilada. Para sair desta enrascada precisarão atuar como criminosos.

## Elenco
- Mark Ruffalo
- Sam Rockwell
- Michael Lerner
- Paul Giamatti
- Michael Schmidt
- Christina Kirk
- Josh Pais

## Diretor
- John Hamburg